# パサン

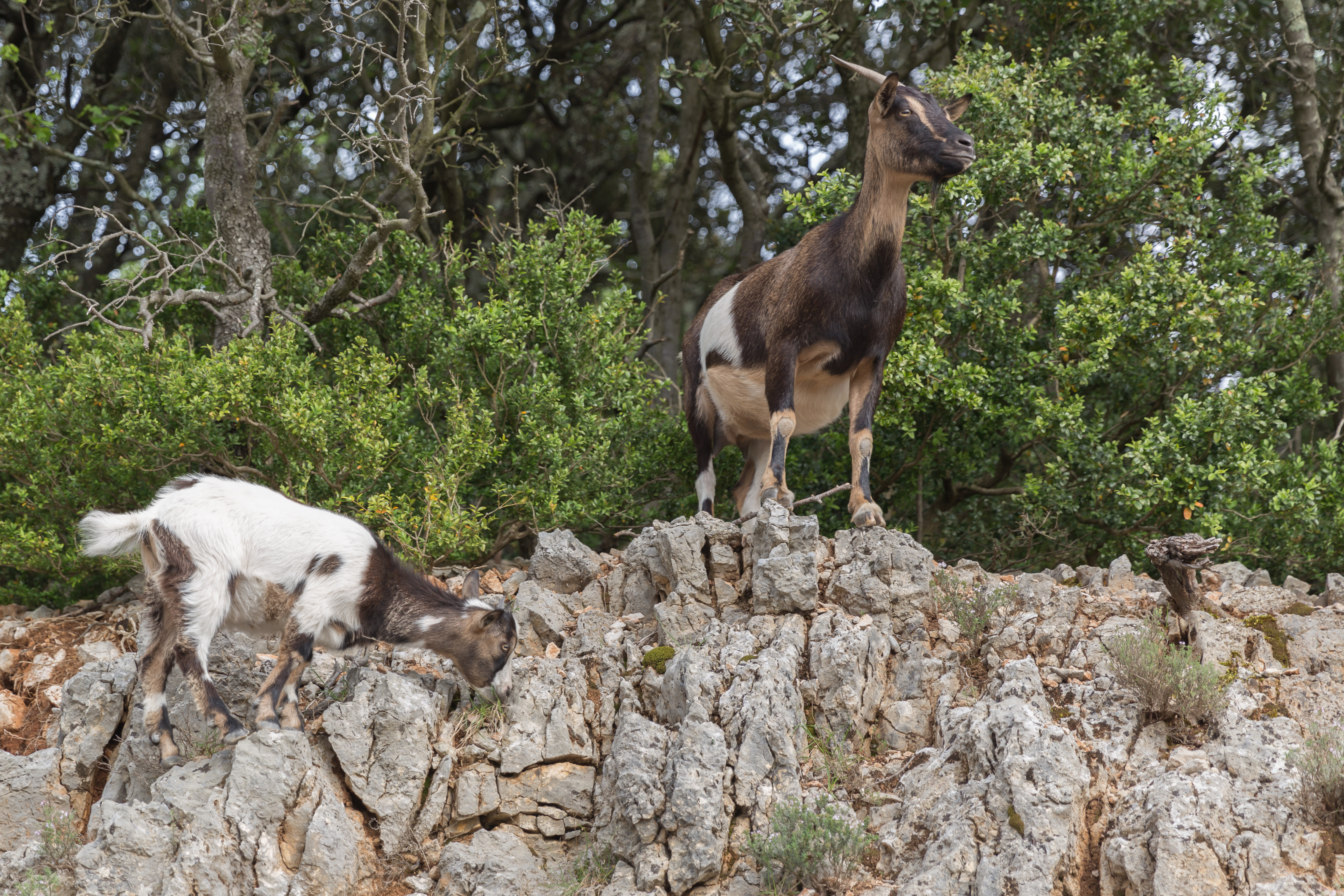
パサンは家畜ヤギの野生原種。

パサン (Pasang, Capra aegagrus) は、哺乳綱鯨偶蹄目ウシ科ヤギ属に分類される1種。別名ノヤギ（野山羊）。

## 分布
C. a. aegagrus カフカスパサン
アゼルバイジャン、アルメニア、イラン、グルジア、トルクメニスタン、トルコ
C. a. blythi シンドパサン
イラン東部、パキスタン
C. a. cretica クレタパサン
ギリシャ（クレタ島）

## 形態
体長120-160センチメートル。尾長15-20センチメートル。肩高70-100センチメートル。体重オス80-110キログラム、メス32-50キログラム。頸部や肩の体毛が伸長する。腹面や大腿部内側の毛衣は白い。四肢の後面、および前肢の内側や手首は白や汚白色の体毛で覆われる。
角は半月状で、先端が内側へ向かう。角長58-138センチメートル。角の断面は扁平な三角形。角の基部から上部後方にかけて稜状の隆起があり、先端方向の稜には瘤がある。角の表面にはわずかに横皺が入る。
夏季は毛衣が赤褐色。冬季は頸部や肩の体毛がさらに伸長し、毛衣は灰褐色。
オスの成獣は顎の体毛が非常に伸長し、老齢個体では下顎をすべて覆う。また、顔や頸部背面、顎や喉、肩から胸部、背面の正中線上、四肢前面は黒や黒褐色の体毛で覆われる。
C. a. aegagrus カフカスパサン
角の前縁に瘤がある。
C. a. blythi シンドパサン
最大角長125センチメートル。角の前縁に瘤がない。

## 分類
- Capra aegagrus aegagrus Erxleben, 1777 カフカスパサン
- Capra aegagrus blythi Hume, 1875 シンドパサン
- Capra aegagrus cretica Schinz, 1838 クレタパサン

## 生態
標高4200メートル以下にある森林の間にある岩場や湿性草原、森林などに生息し、断崖を好む。オスは単独、もしくは若いオスのみで群れを形成し、生活する。メスと幼獣によって形成する5-25頭の群れで生活するが、100頭に達する大規模な群れを形成することもある。
食性は植物食で、木の枝や葉、草などを食べる。
繁殖形態は胎生。繁殖期にはオス同士で直立して角を強調して威嚇したり、角を打ちつけ合って争う。冬季に交尾を行い、妊娠期間は150-170日。4-6月に1回に1頭の幼獣を産む。メスは生後3年で初産を迎える個体が多い。

## 人間との関係
和名や英名 Pasang は、イランでの本種を指す呼称に由来する。別名は野生化した家畜ヤギと区別するため、呼称として敬遠されることもある。
本種（もしくは本種の血を引く種間雑種）が家畜化され、ヤギになったと考えられている。このため、パサンが生息しない日本やヨーロッパなどで飼育されているヤギは、他地域から家畜としてのヤギが持ち込まれたことによって始まったことが明らかとなっている。
角目的や食用の乱獲、家畜ヤギとの競合や交雑などにより生息数は減少している。